# Stefan Aigner
Stefan Aigner (ur. 20 sierpnia 1987 w Monachium) – niemiecki piłkarz grający na pozycji pomocnika.

## Kariera sportowa
Już w wieku 6. lat podjął treningi w miejscowym klubie TSV 1860 Monachium. Mimo że zapowiadał się na niezłego piłkarza, trenerzy tej drużyny nie podjęli decyzji o włączeniu go do kadry pierwszego zespołu. Zawiedziony tym postanowieniem, odszedł do klubu grającego w 2. Bundeslidze - Wacker Burghausen. Tam w pełni objawił swój talent, jednak nie uchronił swojej ekipy od spadku o jedną klasę rozgrywkową. Gdy zgłosiła się po niego pierwszoligowa Arminia Bielefeld, na zasadzie wolnego transferu zasilił ten klub. Miało to miejsce przed sezonem 2007/08, a zawodnik podpisał dwuletni kontrakt. W Bundeslidze wystąpił pięciokrotnie. Pod koniec grudnia 2008 przeszedł do swojego pierwszego klubu - TSV 1860 Monachium. Jego kontrakt upłynął wraz z końcem sezonu 2011/12. Aigner odszedł wówczas do beniaminka Bundesligi - Eintrachtu Frankfurt.